# 21747 Justsolomon
21747 Justsolomon è un asteroide della fascia principale. Scoperto nel 1999, presenta un'orbita caratterizzata da un semiasse maggiore pari a 2,7200418 UA e da un'eccentricità di 0,1914642, inclinata di 2,23811° rispetto all'eclittica.